# 9376 Тьйонвіль
9376 Тьйонвіль (9376 Thionville) — астероїд головного поясу, відкритий 20 липня 1993 року.
Тіссеранів параметр щодо Юпітера — 3,364.
Названо на честь Тьйонвіля (фр. Thionville) — міста та муніципалітету у Франції.